# Amanda Sampedro
Amanda Sampedro Bustos (Madrid, 1993. június 26. –) spanyol válogatott labdarúgó. Pályafutását csak jelenlegi csapatánál, az Atlético Madridnál töltötte. A spanyol válogatottal részt vett a 2015-ös és a 2019-es világbajnokságon.

## Pályafutása

### Válogatott
Az U17-es válogatottal 2010-ben aranyérmet szerzett az Európa-bajnokságon és bronzéremmel térhetett haza a világbajnokságról. Az felnőtt csapattal a 2017-ben Algarve-kupát, 2018-ban Ciprus-kupát nyert.

## Sikerei, díjai

### Klub
Spanyol bajnok (3):
- Atlético Madrid (3): 2016–17, 2017–18, 2018–19

 Spanyol kupagyőztes (2): 
- Atlético Madrid (1): 2016

 Spanyol szuperkupa-győztes (1):
- Atlético Madrid (1): 2021

### Válogatott
Spanyolország
- U17-es Európa-bajnoki aranyérmes (1): 2010
- U17-es világbajnoki bronzérmes (1): 2010
- Algarve-kupa győztes: 2017
- Ciprus-kupa győztes: 2018